# Charlie Austin
Charles "Charlie" Austin, född 5 juli 1989, är en engelsk fotbollsspelare (anfallare).

## Karriär
Den 16 januari 2016 värvades Austin av Southampton, där han skrev på ett 4,5-årskontrakt. Den 8 augusti 2019 värvades Austin av West Bromwich Albion, där han skrev på ett tvåårskontrakt.
Den 9 januari 2021 återvände Austin till Queens Park Rangers på ett låneavtal över resten av säsongen 2020/2021. Den 2 juni 2021 blev det en permanent övergång till Queens Park Rangers för Austin som skrev på ett tvåårskontrakt.
Den 27 juni 2022 värvades Austin av australiska Brisbane Roar, där han skrev på ett flerårskontrakt. Den 14 december 2022 lämnade Austin klubben.